# 장우진
장우진(張禹珍, 1995년 9월 10일~)은 대한민국의 탁구 선수이다. 2020년과 2024년 하계 올림픽에 대한민국 국가대표로 참가했다.

## 수상
- 2018년 7월 코리아오픈 3관왕(단식, 복식, 혼복)